# Les Immortels (roman)
Pour les articles homonymes, voir Immortel.
Ne pas confondre avec Les Immortels, un péplum américain de 2011.
Les Immortels (titre original : The Immortals) est un roman de science-fiction de James E. Gunn. Paru aux États-Unis en 1962 et publié en France en 1977. Le roman est un 'fix-up' de quatre nouvelles tout d'abord publiées entre 1955 et 1960 dans les magazines américains Astounding Science Fiction, Venture Science Fiction Magazine, Fantastic Stories of Imagination et dans l'anthologie Star Science Fiction Stories (no 4).

## Composition
Les nouvelles qui composent le volume originel de 1962 sont :
1. Le Nouveau Sang ((en) New Blood, 1955)
2. Le Don ((en) Donor, 1960)
3. L'Interne ((en) Medic, 1957)Précédemment publiée dans une autre version, sous le titre Not so great an enemy
4. Immortalité ((en) Immortal, 1958)Précédemment publiée dans une autre version, sous le titre The immortals
Lien externe : Fiche sur iSFdb

Pour la réimpression de 2004 (dont l'introduction est signée par Greg Bear), une cinquième nouvelle est ajoutée :
1. (en) Elixir, 2004

## Adaptation
Le roman a été adapté pour la télévision le 30 septembre 1969 par Joseph Sargent sous la forme d'un pilote (titre original : The Immortal) de 90 minutes qui servit de base à la série américaine L'Immortel, diffusée entre le 24 septembre 1970 et le  14 janvier 1971 sur ABC.